# Canan Taş
Canan Taş (* 1995) ist eine deutsche Amateurboxerin. Sie ist Deutsche Meisterin in der Gewichtsklasse Federgewicht.

## Leben
Canan Taş legte an der Theodor-Fontane-Schule in Cottbus ihr Abitur ab, es folgt eine kaufmännische Ausbildung in Hannover und Leipzig. Zum Kampfsport kam sie über Taekwondo.
Sie ist Späteinsteigerin im Boxsport und begann erst am 2. September 2019 mit der ersten Trainingseinheit beim Cottbuser Boxverein 2010. Im Sommer 2021 erhielt sie das Angebot, an den Box-Stützpunkt in Frankfurt (Oder) zu wechseln.
Ende 2021 erhielt sie Kaderstatus und wurde in die Sportfördergruppe der Feuerwehr aufgenommen. An der Landesschule und Technischen Einrichtung für Brand- und Katastrophenschutz (LSTE) in Eisenhüttenstadt absolvierte sie eine Ausbildung.

## Erfolge
Ende 2022 standen 14 Kämpfe auf ihrer persönlichen Liste, davon elf Siege. Ihr erster internationalen Einsatz für den Deutschen Boxsport-Verband fand im Juli 2022 beim Acropolis Cup in Athen statt, wo sie eine Silbermedaille erkämpfte. Im gleichen Jahr gewann sie die Goldmedaille beim Internationalen Frauenboxturnier in Polen.
Bei den Deutschen Meisterschaften 2021, die wegen der COVID-19-Pandemie erst im August 2022 in Heidelberg nachgeholt wurden, errang sie den Vizemeistertitel. Bei den Deutschen Meisterschaften 2022, die im Dezember 2022 in Rostock ausgetragen wurden, wurde sie Deutsche Meisterin. Beim Bocskai Memorial Turnier 2023 im Februar in Debrecen in Ungarn, dem ersten Wettkampf zur Entscheidungsgrundlage des Boxsportverbandes in Richtung European Games als Vorentscheidung für die Olympischen Spiele 2024 in Paris schied Taş vorzeitig aus.
Ihr Ziel ist dennoch die Teilnahme an den Olympischen Spielen 2024 in Paris.